# Sotirios Zarianopulos
Sotirios Zarianopulos, gr. Σωτήριος Ζαριανόπουλος (ur. 16 lutego 1961 w Salonikach) – grecki działacz związkowy i polityk, poseł do Parlamentu Europejskiego VIII kadencji.

## Życiorys
Studiował filologię angielską na Uniwersytecie Arystotelesa w Salonikach. W 1981 został zatrudniony w banku Piraeus Bank. Zajął się działalnością związkową w ramach organizacji branżowej, wszedł m.in. w skład władz wykonawczych Generalnej Federacji Pracowników Greckich i Wszechrobotniczego Frontu Bojowego. Z ramienia Komunistycznej Partii Grecji w 2010 ubiegał się o urząd burmistrza w Salonikach, kierował też miejskim oddziałem partii (2011–2013).
W wyborach w 2014 z listy komunistów uzyskał mandat eurodeputowanego VIII kadencji.